# Historia del calor
La historia del calor ocupa un lugar destacado en la historia de la ciencia. Rastrea sus orígenes desde los primeros homínidos que hicieron fuego y especularon sobre su funcionamiento y significado hasta los físicos modernos que estudian la naturaleza microscópica del calor. El fenómeno de calor y su definición a través de las teorías mitológicas de fuego, al calor, a Terra pinguis, el flogisto, al aire de fuego, a la calórica, a la teoría del calor, con el equivalente mecánico del calor, a la termodinámica. La historia del calor es un precursor de desarrollos y teorías en la historia de la termodinámica.

## Primeras observaciones
Los antiguos veían el calor como relacionado con el fuego. Los antiguos egipcios en el 3000 a. C. consideraban el calor relacionado con las mitologías de origen. Un ejemplo es la teoría de la Ogdoad, o "fuerzas primordiales", de la cual se formó todo. Estos fueron los elementos del caos, numerados en ocho, que existían antes de la creación del sol.
El primero en presentar una apariencia de teoría sobre el calor fue el filósofo griego Heráclito, que vivió alrededor del año 500 a. C. en la ciudad de Éfeso en Jonia, Asia Menor. Se hizo famoso como el filósofo del "flujo y el fuego" por su proverbial expresión: "Todas las cosas están fluyendo". Heráclito argumentó que los tres elementos principales de la naturaleza eran el fuego, la tierra y el agua. De estos tres, sin embargo, el fuego se asignaba como el elemento central que controlaba y modificaba los otros dos. Postuló que el universo estaba en un estado continuo de flujo o condición permanente de cambio como resultado de las transformaciones del fuego.  

Heráclito resumió su filosofía como:  

Calentar un segmento de proteína hélice alfa hace que sus átomos vibren más vigorosamente.

"Todas las cosas son un intercambio de fuego". 

Ya en el 460 a. C., Hipócrates, el padre de la medicina, postuló que: 
El calor, una cantidad que funciona para animar, se deriva de un fuego interno ubicado en el ventrículo izquierdo.
 En el siglo XI AD, Abū Rayhān Bīrūnī cita el movimiento y la fricción como causas del calor, que a su vez produce el elemento del fuego, y la falta de movimiento como causa del frío cerca de los polos geográficos: 
La tierra y el agua forman un globo, rodeado de aire por todos lados. Entonces, dado que gran parte del aire está en contacto con la esfera de la luna, se calienta como consecuencia del movimiento y la fricción de las partes en contacto. Por lo tanto, se produce fuego, que rodea el aire, menos en cantidad en la proximidad de los polos debido a la disminución del movimiento allí.
En el siglo XIII, el filósofo y teólogo islámico ʻAbd Allah Baydawi consideró dos posibilidades para la causa del calor: 
a) que [calor natural] sería el calor de un átomo ardiente que se rompe, y b) que el calor puede ocurrir a través del cambio de movimiento, la prueba de esto es a través del experimento.
En 1253, un texto latino titulado Speculum Tripartitum declaró: 
Avicena dice en su libro del cielo y la tierra, que el calor se genera a partir del movimiento de las cosas externas.
Alrededor de 1600, el filósofo y científico inglés Francis Bacon supuso que: 
El calor en sí, su esencia y cantidad es movimiento y nada más.
Esto se hizo eco de la visión de mediados del siglo XVII del científico inglés Robert Hooke, quien declaró: 
El calor no es más que una fuerte y vehemente agitación de las partes de un cuerpo.

## sigloXVIII
En 1761, el químico escocés Joseph Black descubrió que el hielo absorbe el calor sin cambiar la temperatura cuando se derrite. A partir de esto, concluyó que el calor debe haberse combinado con las partículas de hielo y volverse latente. Entre 1759 y 1763 formuló una teoría del calor latente sobre la que descansa principalmente su fama científica, y también mostró que diferentes sustancias tienen diferentes calores específicos. James Watt, quien más tarde inventó el motor Watt, fue alumno y asistente de Black. 
La capacidad de utilizar la transferencia de calor para realizar el trabajo permitió la invención y el desarrollo de la máquina de vapor por inventores como Thomas Newcomen y James Watt. Además, en 1797 un fabricante de cañones Sir Benjamin Thompson, el conde Rumford demostró mediante el uso de la fricción que era posible convertir el trabajo en calor. Diseñó un cañón de forma especial, completamente aislado contra la pérdida de calor, luego reemplazó la herramienta de perforación afilada con una broca sin filo, y sumergió la parte frontal de la pistola en un tanque de agua. Para asombro de los observadores, hizo hervir el agua fría en dos horas y media, sin el uso del fuego.
 

Se desarrollaron varias teorías sobre la naturaleza del calor. En el siglo XVII, Johann Becher propuso que el calor estaba asociado con un material indetectable llamado flogisto que era expulsada de una sustancia cuando se quemaba. Esto finalmente fue refutado por Lavoisier demostrando la importancia del oxígeno en la combustión, en 1783. En su lugar, propuso la teoría calórica que veía al calor como un tipo de fluido ingrávido e invisible que se movía cuando estaba fuera de equilibrio. Esta teoría fue utilizada en 1824 por el ingeniero francés Sadi Carnot cuando publicó Reflexiones sobre la fuerza motriz del fuego. Expuso la importancia de la transferencia de calor:
... la producción de fuerza motriz no se debe a un consumo real de calorías, sino a su transporte de un cuerpo caliente a un cuerpo frío, es decir, a su restablecimiento del equilibrio. 
Según Carnot, este principio se aplica a cualquier máquina puesta en movimiento por calor.
Otra teoría fue la teoría cinética de los gases, cuya base fue expuesta en 1738 por el médico y matemático suizo Daniel Bernoulli en su Hydrodynamica. En este trabajo, Bernoulli propuso por primera vez que los gases consisten en un gran número de moléculas que se mueven en todas las direcciones, y que su impacto en la superficie provoca la presión del gas. La energía interna de una sustancia es la suma de la energía cinética asociada con cada molécula, y la transferencia de calor ocurre desde regiones con moléculas energéticas y, por lo tanto, energía interna alta, a aquellas con moléculas menos energéticas y, como resultado, energía interna más baja.

## sigloXIX
El trabajo de Joule y Mayer demostró que el calor y el trabajo eran formas equivalentes de energía y condujeron a la declaración del principio de la conservación de la energía por parte de Hermann von Helmholtz en 1847. Clausius demostró en 1850 que la teoría calórica podía conciliarse con la teoría cinética siempre que se empleara la conservación de la energía en lugar del movimiento de una sustancia, y declaró la Primera Ley de la Termodinámica. 

En 1851, William Thomson describió la visión esencialmente moderna, basada en experimentos recientes realizados por James Joule sobre la teoría dinámica del calor, que:
El calor no es una sustancia, sino una forma dinámica de efecto mecánico.
Desde este punto de vista, argumentó que debemos "percibir que debe haber una equivalencia entre trabajo mecánico y calor, entre causa y efecto".

## sigloXX
El calor, en términos modernos, generalmente se define como un tipo de energía transferida debido a una diferencia de temperatura o la generada por la fricción. 